# アルチェステ・カンプリアーニ
アルチェステ・カンプリアーニ（Alceste Campriani、1848年2月11日 - 1933年10月27日）はイタリアの画家である。ジュゼッペ・デ・ニッティス、フェデリコ・ロッサノ、フランチェスコ・マンチーニ らとともに1860年代に現在のナポリ県のエルコラーノやポルティチで活動した「レジーナ派」(Scuola di Resina)の画家として活動した。

## 略歴
当時、ローマ教皇領であったテルニの貴族の家に生まれた。父親はイタリア統一運動による1860年のローマの混乱でイタリア統一を支持して、テルニからナポリに亡命しなければならなくなり、アルチェステ・カンプリアーニも父親とナポリに移った。古典的な教育を望まず、1862年から1869年の間、ナポリ美術アカデミーに入学して、絵を学んだ。指導を画家にはガブリエーレ・スマルジアッシやジュゼッペ・マンチネッリらがいた。共に学んだ学生にジュゼッペ・デ・ニッティスや ヴィンチェンツォ・ジェミート、マンチー ニ がいて、「レジーナ派」の画家たちと活動した 。1867年からパリで活動を始めたニッティスの仲介で、パリの画商、アドルフ・グーピルと契約を結び、グーピルを介して絵を売ることになり、この契約は1870年から1884年まで続いた。
パリに一年間滞在した後、ロンドンを旅し、その後ナポリで活動し、作品はフランスに送られ各国に広まり、イタリアよりも国外でよく知られることになった。
1880年にトリノの展覧会に出展された作品で国内的でも評価されるようになり、1895年のヴェネツィアのビエンナーレに出展した作品や1897年のミラノのトリエンナーレに出展した作品はイタリア政府教育省に買い上げられ、ローマの国立近代美術館(Galleria nazionale d'arte moderna e contemporanea)に収蔵された。
ナポリ美術アカデミーの教授を務めた後、1911年から1921年の間、ルッカの美術学校(Accademia di belle arti di Lucca)の校長を務めた。カンプリアーニの教えた学生にはビアンキ(Virginio Bianchi: 1899-1970)らがいる。ルッカで死去した。

## 作品

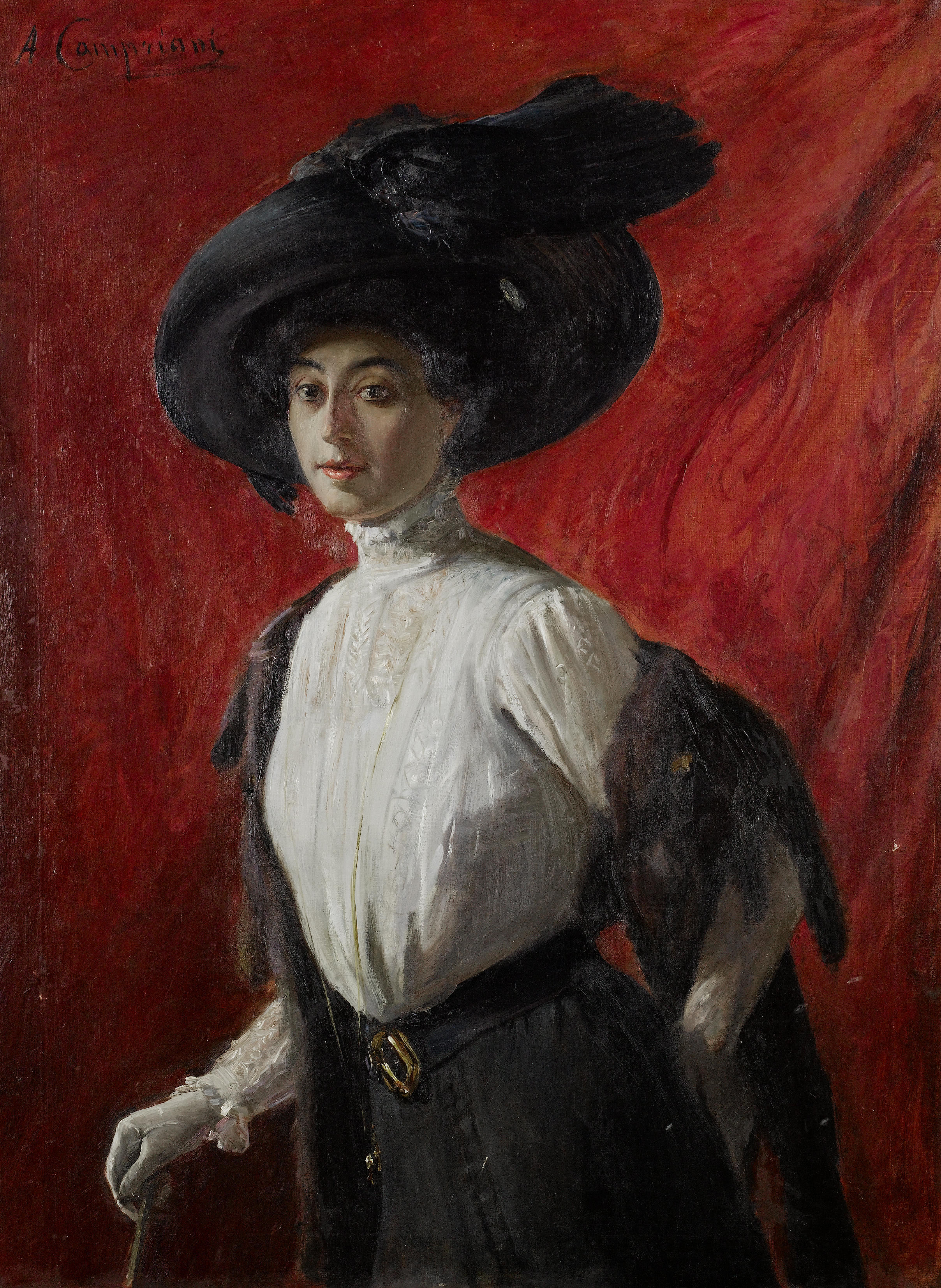
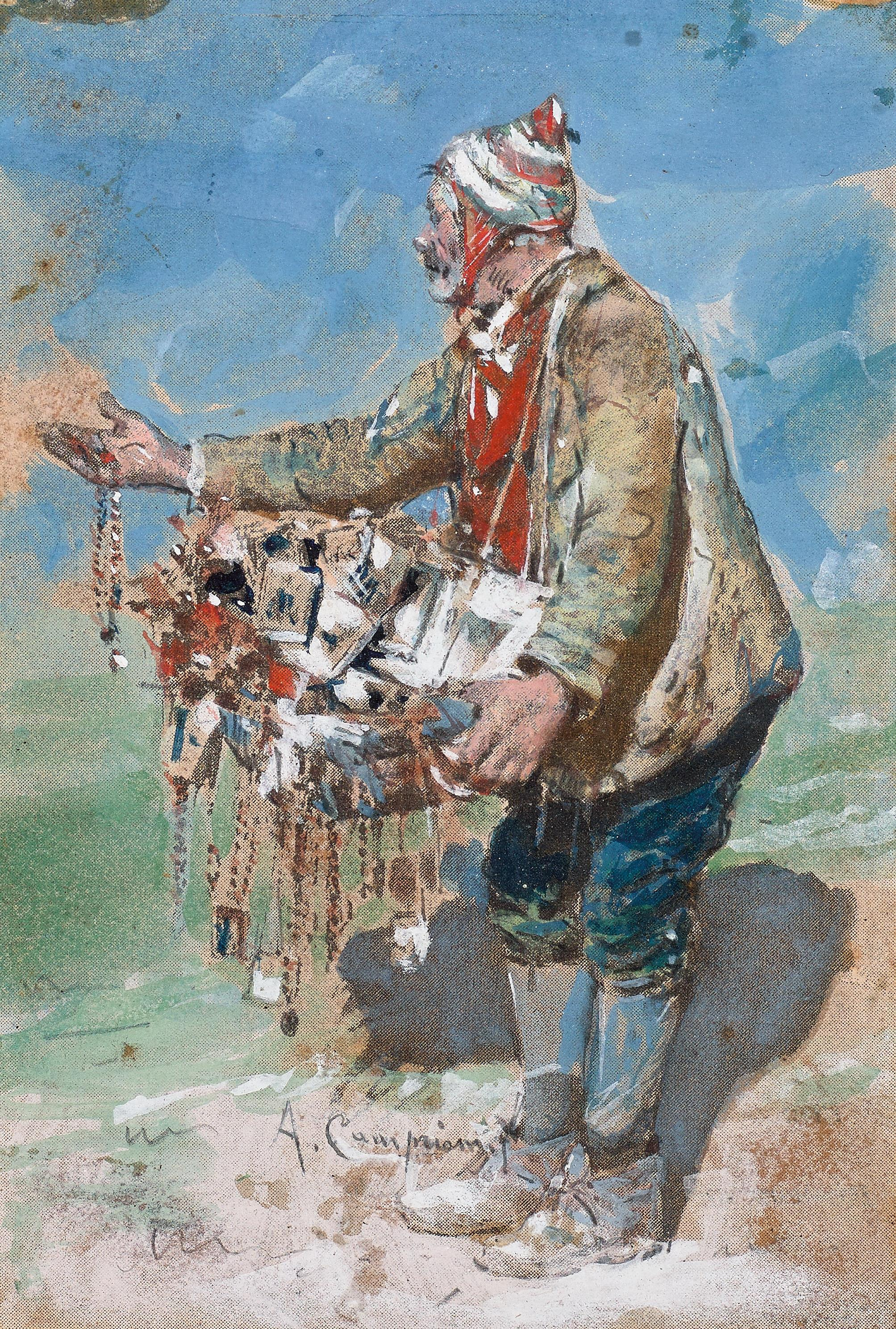

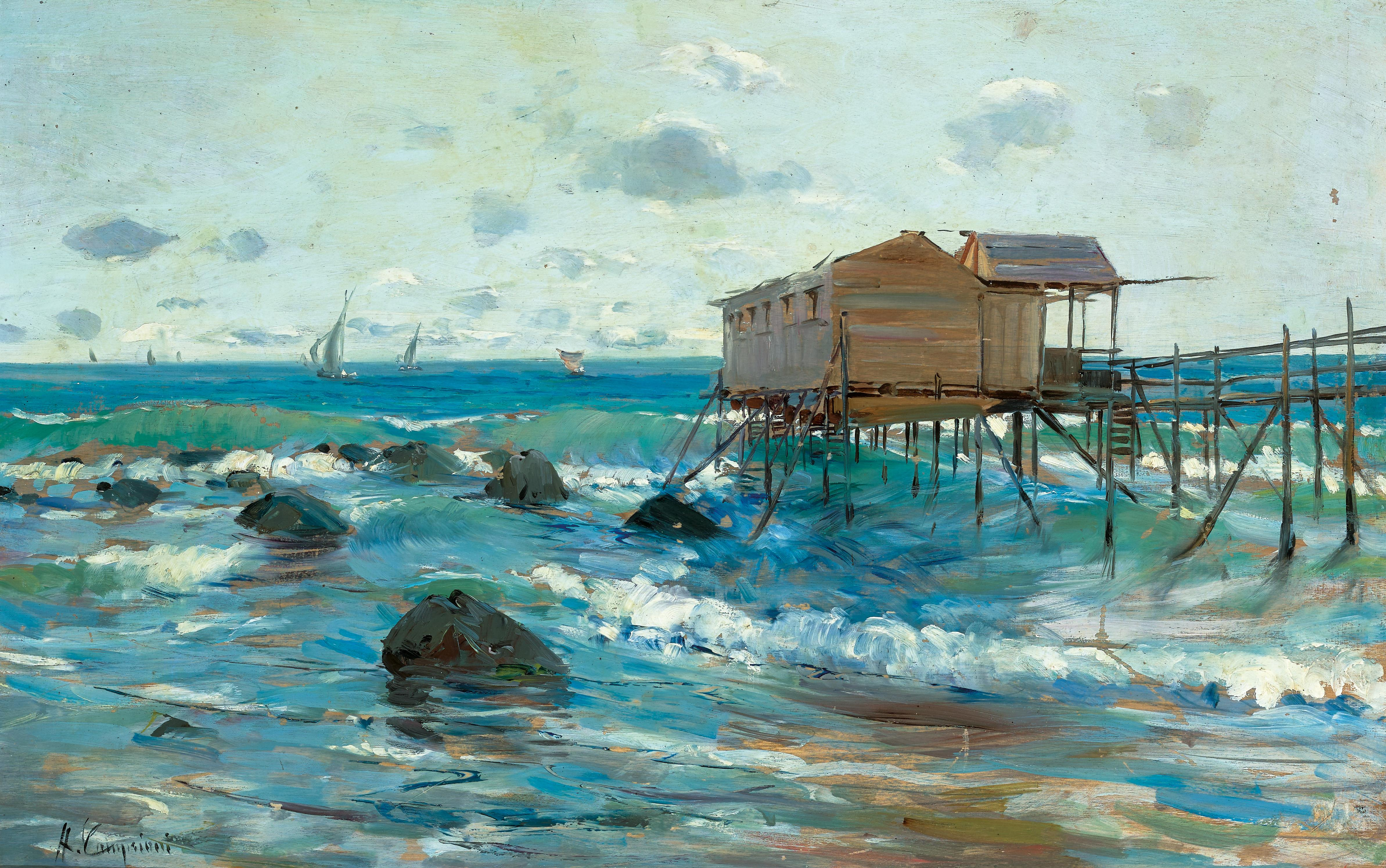
アドリア海の漁小屋(トラブッコ)
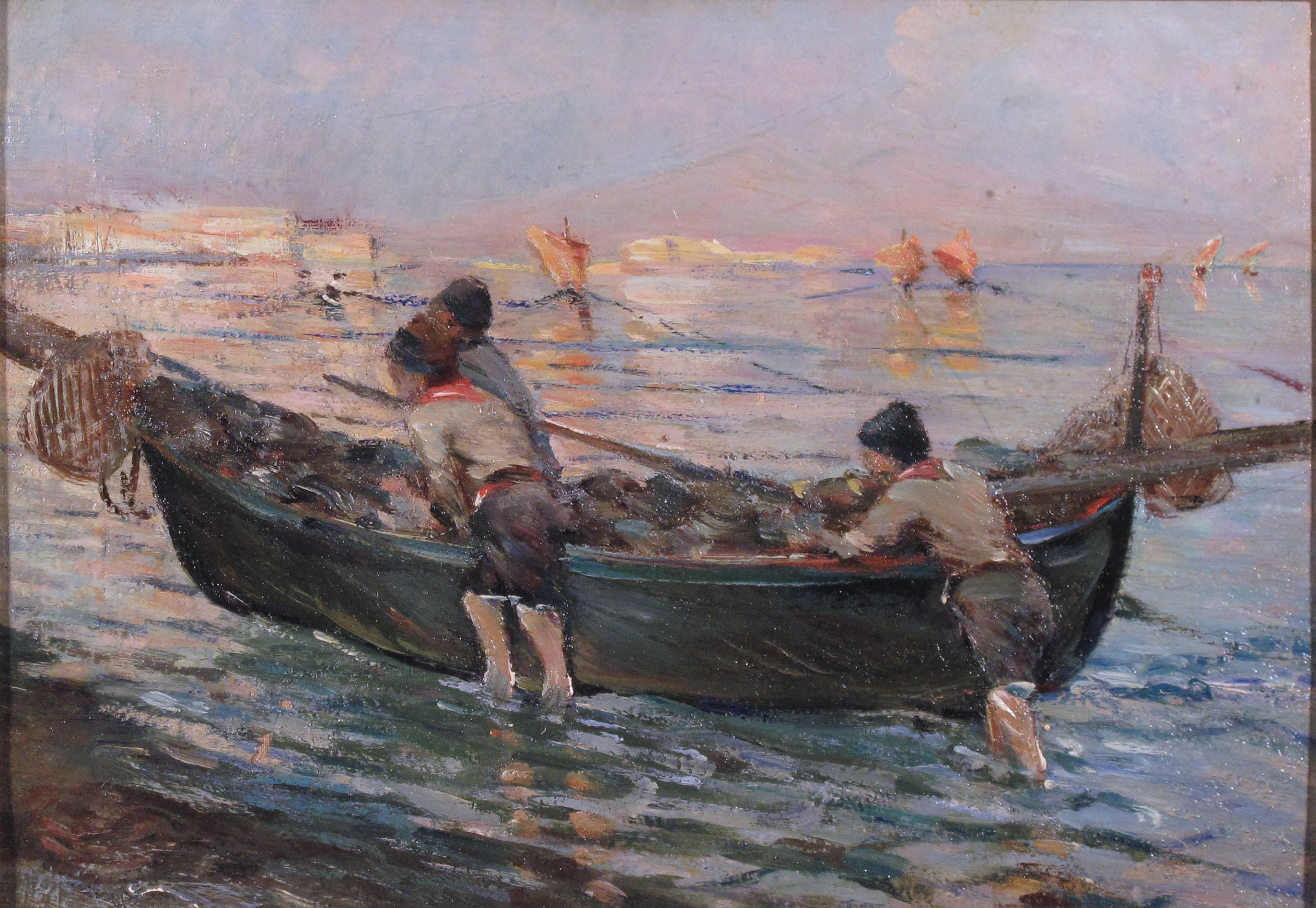
ペスカトーリ島
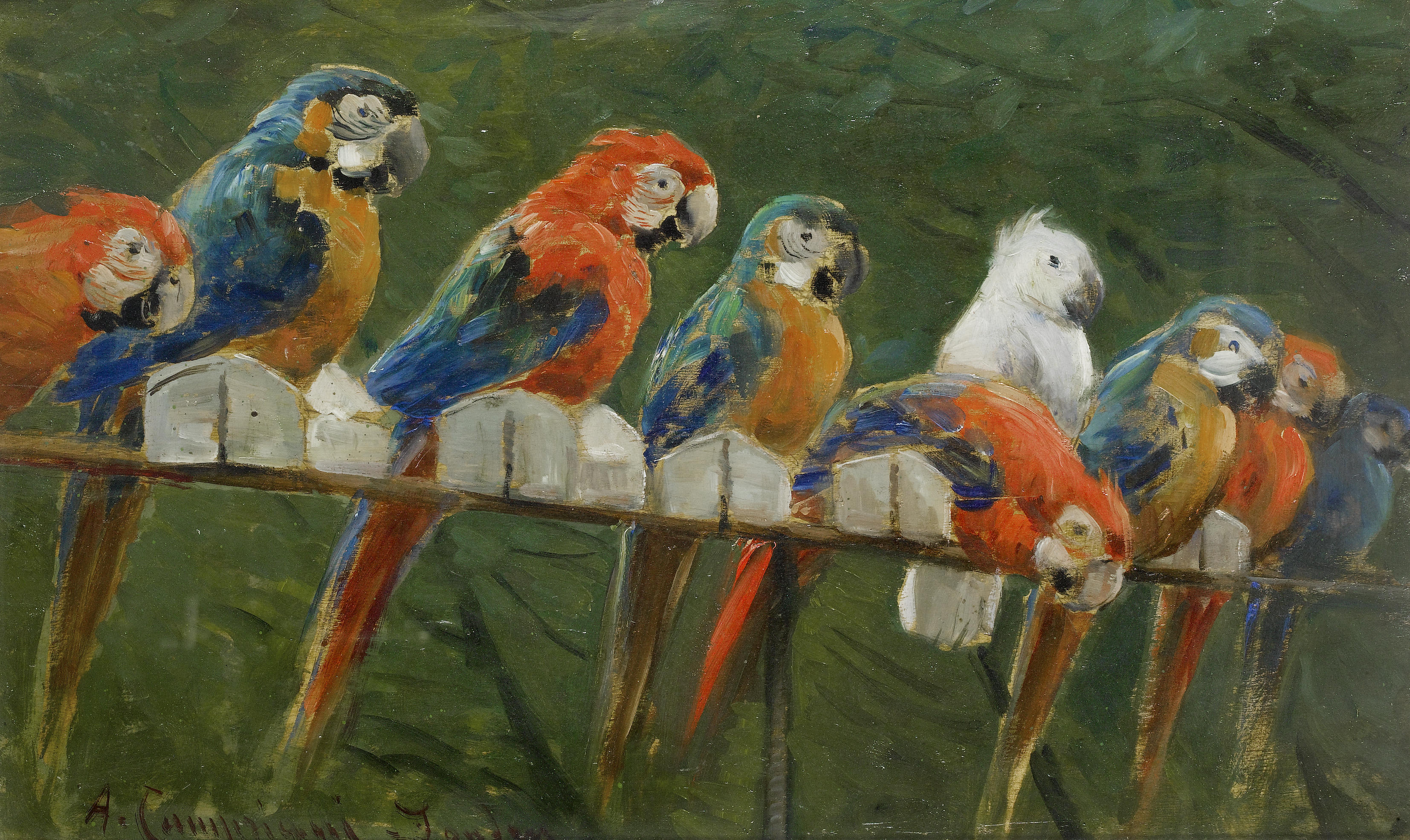